# Diamonds & Rust (sång)
Diamonds & Rust är en låt skriven, komponerad och framförd av Joan Baez. Den skrevs i november 1974 och släpptes 1975.
I låten berättar Baez om ett telefonsamtal från en gammal älskare, som skickar henne ett decennium tillbaka i tiden, till ett "sjaskigt" hotell i Greenwich Village omkring 1964 eller 1965; hon påminner om att hon gav honom ett par manschettknappar och sammanfattar att minnen ger "diamanter och rost". Baez har sagt att texterna hänvisar till hennes förhållande med Bob Dylan.
Låten, som var en topp 40-hit för Baez på det amerikanska popsingellistan, betraktas av ett antal kritiker, liksom av Baez-fans, som en av hennes bästa kompositioner. Den fungerade som titelsång på Baez guldsäljande album Diamonds & Rust, som släpptes 1975.

## Variationer
På hennes live-inspelning Ring Them Bells 1995 framförde Baez låten som en duett med Mary Chapin Carpenter. I den versionen ändrade hon slutraderna: "And if you're / offering me diamonds and rust / I've already paid" till: "And if you ... well I'll take the diamonds." Raden "I bought you some cufflinks, you brought me something" ändrades till "I bought you some cufflinks, you brought troubles." Och den 25 februari 2009, i Austin, sjöng hon, "And if you ... well I'll take the Grammy." 2010 spelade hon in den som en duett med Judy Collins på Collins album Paradise. År 2018 ändrade hon raden "Ten years ago / I bought you some cufflinks" till "Fifty years ago / I bought you some cufflinks" under sin Fare Thee Well Tour.

## Bob Dylan

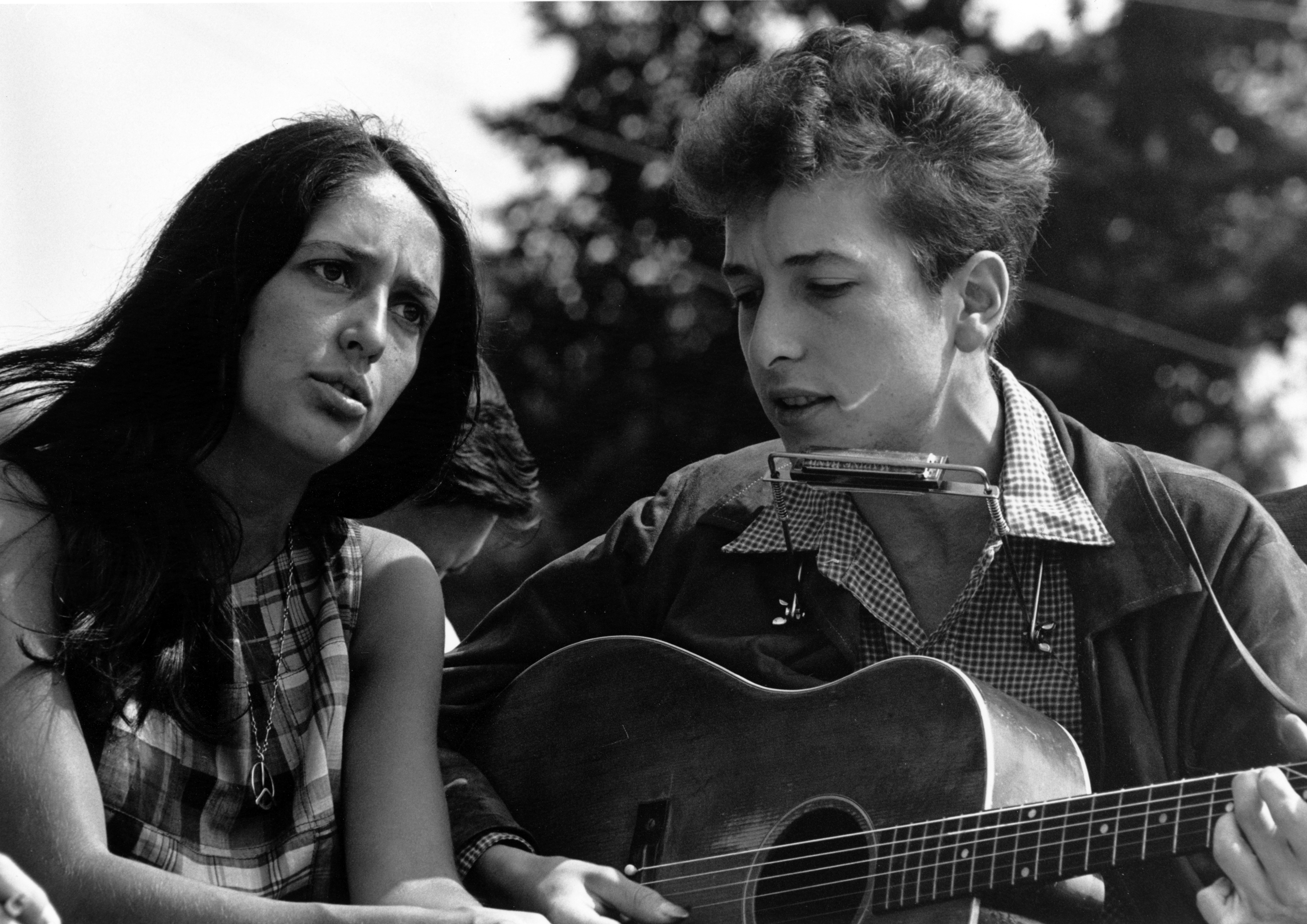
Joan Baez och Bob Dylan, 28 augusti 1963.

Låten hänvisar till Baezs förhållande med Bob Dylan 10 år tidigare. Även om Dylan inte nämns specifikt i låten, använder Baez i det tredje kapitlet i sina memoarer And a Voice to Sing With (1987) fraser från låten, för att beskriva sitt förhållande till Dylan, och har uttryckligen sagt att han var inspiration för låten. Hon berättar hur hon ursprungligen berättade för Dylan att låten handlade om hennes före detta make David Harris, vilket uppenbarligen inte var sant. Texten innehåller till exempel raderna "Well, you burst on the scene already a legend / the unwashed phenomenon, the original vagabond..." som skulle beskriva Dylan, men inte Harris.

I sina memoarer And a Voice to Sing With, berättar Baez om en konversation från 1975 mellan henne och Dylan och diskuterar låtar som ska ingå i de då kommande Rolling Thunder Revue-konserterna:
"You gonna sing that song about robin's eggs and diamonds?" Bob had asked me on the first day of rehearsals. 
"Which one?"
"You know, that one about blue eyes and diamonds..."
"Oh", I said, "you must mean 'Diamonds and Rust,' the song I wrote for my husband, David. I wrote it while he was in prison."
"For your husband?" Bob said. 
"Yeah. Who did you think it was about?" I stonewalled. 
"Oh, hey, what the fuck do I know?"
"Never mind. Yeah, I'll sing it, if you like."
Men Baez äktenskap med Harris var redan över när låten skrevs. I en intervju med musikjournalisten Mike Ragogna medgav Baez senare att karaktären i låten är Dylan:
MR: "Diamonds and Rust" was another magic moment. You've said when you began writing the song, it started as something else until Dylan phoned you. Then it became about him. That must have been one helluva call. 
JB: He read me the entire lyrics to "Lily, Rosemary and the Jack of Hearts" that he'd just finished from a phone booth in the Midwest. 
MR: What was the song about originally? 
JB: I don't remember what I'd been writing about, but it had nothing to do with what it ended up as.

## Populära coverversioner
Låten spelades senare in med redigerad text av Judas Priest på deras album Sin After Sin. Den spelades först in ett år tidigare för Sad Wings of Destiny, men släpptes inte på det albumet. Denna tidiga version finns med på The Best of Judas Priest, Hero, Hero, och några remastrade versioner av deras första album Rocka Rolla. En liveversion av låten finns med på Unleashed in the East. Sången är fortfarande en publikfavorit på Judas Priests konsertföreställningar. Under senare år har Priest framfört en mestadels akustisk version av låten, som liknar originalet mer än rockversionen på deras album.
Baez kommentar om Judas Priest-versionen:
"I love that! I was so stunned when I first heard it. I thought it was wonderful. It's very rare for people to cover my songs. I think there are a couple of reasons. One is they're personal – they don't have a universal quality to them. And I think maybe it's because I've already sung them, and who wants to compete with that? But it's always flattering when somebody does."
Covers har också spelats in av Blackmore's Night, SOD, Great White, Taylor Mitchell och Thunderstone.
Låten har samplats i två populära hip-hop-låtar, "Happiness" av Busdriver och "Upgrade Call" av Andre Nickatina. Versionerna som används i båda låtarna är pitchade för att få ett annat sound.